# Светулки в морето
„Светулки в морето“ е български телевизионен игрален филм (семеен, детски) от 1988 година на режисьора Зоя Касамакова, по сценарий на Веселина Цанкова. Оператори са Пламен Гълъбов и Владимир Александров. Художници на постановката са Стефка Данчева и на костюмите — Диана Русева.

## Актьорски състав
- Пламен Дончев – Вуйчо Митьо
- Георги Кишкилов – Бай Сандо
- Явор Спасов – Гарванът
- Богдана Вульпе– Вуйната
- Станислав Александров – Боян
- Александър Въгленов – Ваньо
- Елена Парушева – Дафинка